# Galgupha guttiger
Galgupha guttiger är en insektsart som först beskrevs av Carl Stål 1862.  Galgupha guttiger ingår i släktet Galgupha och familjen glansskinnbaggar. Inga underarter finns listade i Catalogue of Life.